# 967
967 (CMLXVII) fue un año común comenzado en martes del calendario juliano, en vigor en aquella fecha.

## Acontecimientos
- Asciende al trono Ramiro III de León con sólo 5 años de edad.
- El general fatimí Ŷawhar al-Siqilli lanza una nueva campaña exitosa en el este del Magreb.
- En Sajonia es creado el obispado de Merseburg, con Boso de Merseburg como su primer obispo.
- Conchobar mac Tadg se convierte en rey de Connacht (Irlanda).
- Pandulfo I asume como duque de Spoleto.
- Otón II es coronado como coemperador del Sacro Imperio Romano Germánico por el papa Juan XIII.
- Olaf Tryggvason abandona Noruega junto con su madre, siendo interceptado por los osilianos y tomado como esclavo.
- Dado se convierte en conde de Pombia.
- Atil, capital de los jázaros sucumbe ante el Rus de Kiev (fecha aproximada).
- Asume el trono el Emperador Reizei de Japón.
- Es consagrado el templo angkoriano de Banteay Srei.
- Li Yixing se convierte en gobernante militar de Dingnan.
- Se funda la ciudad de Amber en India.
- Izz al-Dawla se convierte en emir búyida de Irak.
- Bisutun asciende al trono ziyárida en Irán.

## Nacimientos
- Luis V, rey de Francia.
- Lin Bu, poeta chino.
- Boleslao I de Polonia.
- Gotelón de Lotaringia.
- Badi' al-Zaman al-Hamadani, autor árabe.
- Abū-Sa'īd Abul-Khayr, poeta y sufí persa.
- Berta de Borgoña, reina consorte de Francia (fecha aproximada).

## Fallecimientos
- 19 de enero: Fujiwara no Asatada, noble y poeta japonés.
- 9 de febrero: Sayf al-Dawla, emir de Alepo.
- Abu'l-Faraj al-Isfahani, erudito árabe-iraní.
- Muhammad ibn Ilyas, emir ilyásida.
- Ashot III, príncipe de Taron.
- Boleslao I de Bohemia.
- Krishna III, emperador de Rashtrakuta.
- Mu'izz al-Dawla, primer emir búyida.
- Emperador Murakami de Japón.
- Vushmgir, emir ziyárida.
- Wichmann el Joven, conde sajón.
- Matilde de Ringelheim, reina consorte y santa católica.
- Huberto de Spoleto.
- Dubh, rey de Escocia.
- Li Cheng, pintor chino.